# Parqués
El parqués es la versión colombiana del juego de mesa  derivado del ludo inglés y este a su vez del antiguo pachisi o chaupar de la India, perteneciente a la familia cruz y círculo. Pueden jugarlo de entre dos hasta ocho jugadores, dependiendo del tablero. El objetivo del juego es hacer avanzar todos los peones, valiéndose para ello de dos dados que dictan la cantidad de casillas a desplazarse, desde la casilla inicial llamada «cárcel» a lo largo de un camino hasta la casilla central, denominada «cielo». Una vez en la zona de seguridad, el jugador puede usar dos dados hasta que esté a un espacio de distancia del «cielo», donde solo usará un dado. Es descrito como un «juego de azar razonado» o de «pensamiento aleatorio» ya que los movimientos dependen del lanzamiento de los dados, pero los jugadores deben considerar posibles estrategias antes de ejecutar su movimiento.
El tablero más frecuente es aquel para cuatro jugadores, normalmente es cuadrado con un espacio de juego en forma arcos que bordean una cruz, cada brazo de la cruz tiene tres secciones de casillas, generalmente ocho por columna.

## Historia

### Origen

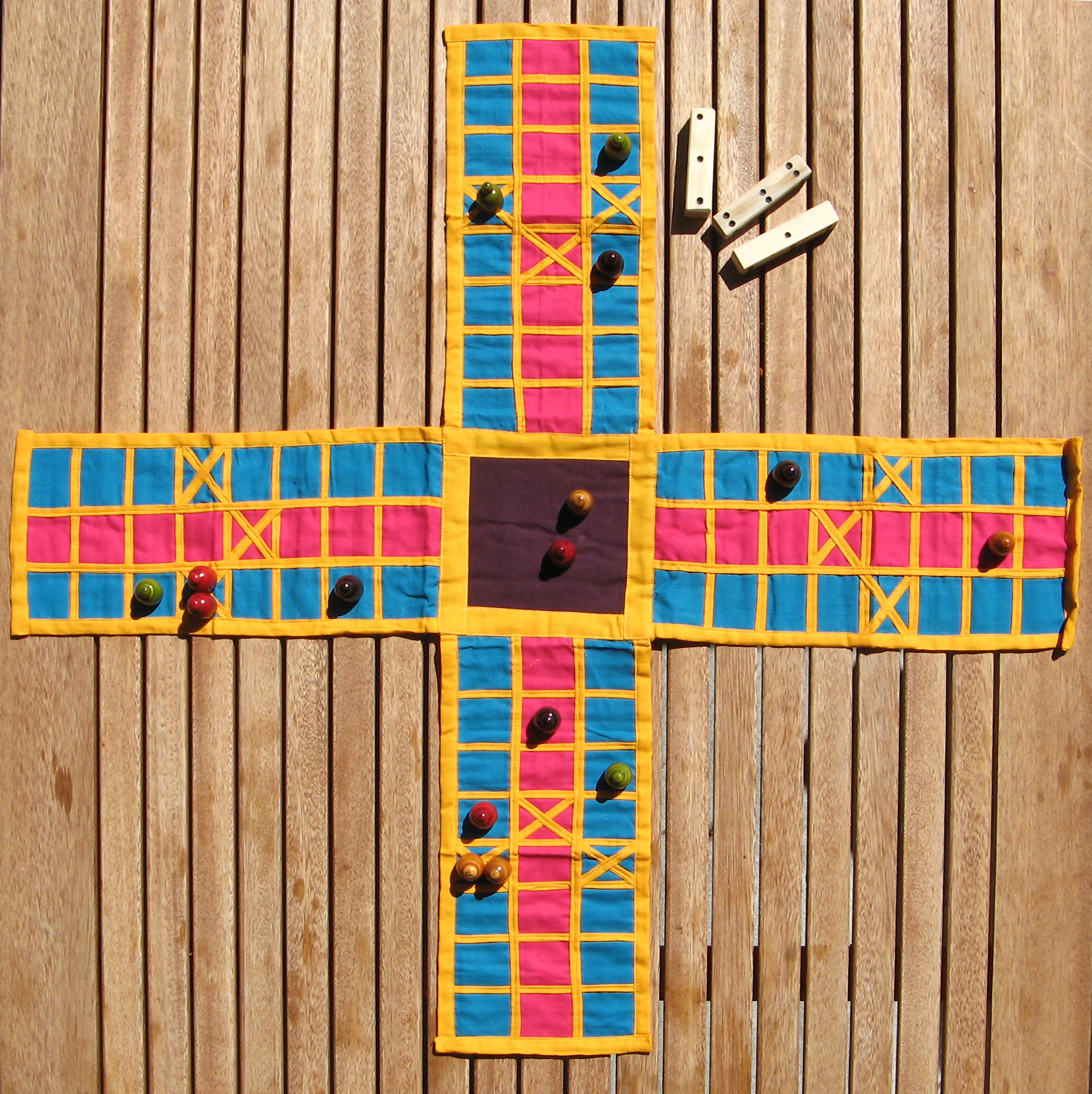
Tablero de Pachisi

El pachisi es un juego de mesa tipo cruz y círculo que se originó en la antigua India. Es descrito en el texto antiguo Mahabharata bajo el nombre de «Pasha». Se juega sobre un tablero con forma de cruz simétrica. Las piezas de un jugador se mueven por el tablero en función de un lanzamiento de seis o siete conchas de cauri , y el número de conchas que descansan con la abertura hacia arriba indica la cantidad de espacios para moverse.

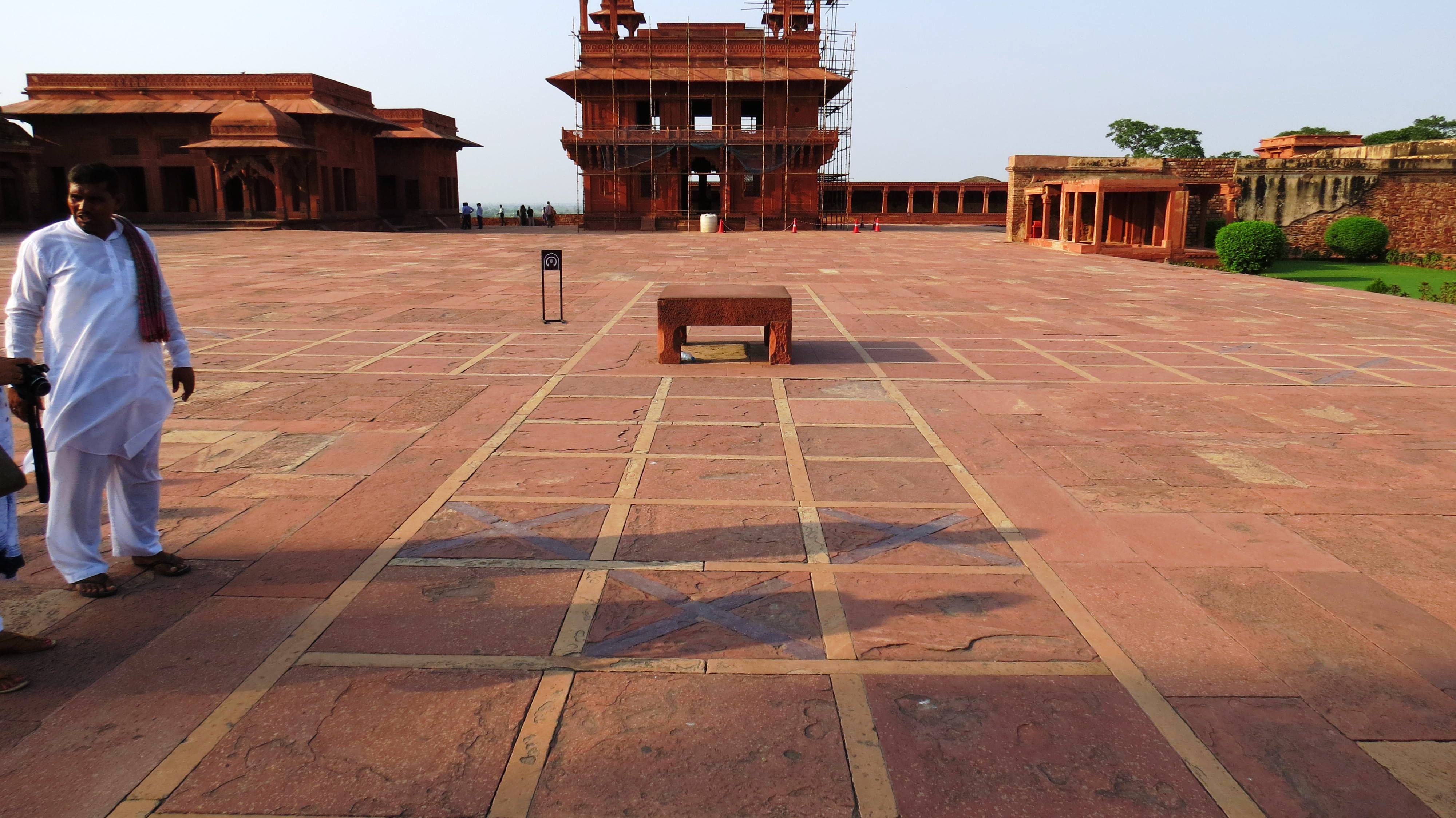
Cancha de pachisi

El nombre del juego se deriva de la palabra en hindi paccīs que significa veinticinco, la puntuación más alta que puede obtenerse con las conchas de cauri; por lo que este juego también es conocido con el nombre de Veinticinco. Hay otras versiones de este juego en las que la mayor puntuación que se puede sacar es treinta.
Además del chaupar, hay muchas versiones del juego. El Barjis o Persis es popular en el Levante mediterráneo, principalmente en Siria, mientras que Parchís es otra versión popular en España y en el norte de Marruecos. El Parqués es su variante colombiana. Parcheesi, Sorry! y Ludo se encuentran entre las muchas versiones comerciales anglosajonas del juego. El Jeu des petits chevaux, que quiere decir «Juego de los caballitos» se juega en Francia y Mensch ärgere Dich nicht es una variante popular en Alemania. También es posible que este juego condujera al desarrollo del juego de mesa coreano Iut, a través del antiguo reino Baekje.

### En la cultura colombiana
El parqués fue traído por los culíes, los cuales eran cargadores y trabajadores con escasa cualificación procedentes de la India, China y otros países asiáticos, vendidos por los británicos para trabajar en los ingenios de azúcar y otras plantaciones en Centro y Suramérica, especialmente en las Antillas y las Guayanas. Por esta razón, el juego de parqués tiene un origen británico y es por eso que es similar al Parcheesi, versión estadounidense a partir del Ludo anglosajón; y no al Parchís de España. El parqués y el parchís son juegos derivados del ludo y del parcheesi y no se puede decir que uno provenga del otro. Aunque la influencia española fue grande desde las épocas de la colonización y conquista, este juego no tiene nada que ver con dicho país.
El parqués es la versión colombiana del ludo, que a su vez es una versión del pachisi, originario de la India. El significado de la palabra puede ser una traducción de la palabra pachisi, también influenciada por juegos similares como el parchís. Parqués como palabra en otro contexto geográfico carece de significado. Aunque podría argumentarse que el origen es el parchís español, debido a la similitud entre ambos juegos. Existe un amplio acuerdo en Colombia de que el juego es completamente colombiano. El parqués proviene directamente de pachisi al igual que el parchís y el ludo. Hasta la fecha, no hay pruebas de la afirmación de que proviene de un país que no sea India. Además, ningún juego de parqués se juega en ningún otro país de América Latina. Parqués es una mezcla del juego indio original y las influencias de la cultura local colombiana.
En Colombia, personas de todas las regiones del país participan en este juego y hay variaciones locales del mismo. Es muy popular; jugado por niños y adultos.
 Incluso se celebran torneos en todo el país. Los adultos generalmente juegan apostando dinero en la primera pieza que logre llegar primero a la casilla central, en capturar piezas o en ganar el juego, para que el juego sea más interesante. Hay tableros para cuatro, seis y ocho jugadores. Los tableros suelen contener imágenes de equipos de fútbol, cantantes, actores u otras figuras culturales en las cajas de la cárcel. Además, la mayoría de los tableros están hechos por fanáticos del juego, dibujándolos y enmarcándolos.
El tablero en sí generalmente se coloca en una caja cubierta por vidrio. El uso de vidrio es para permitir que los dados se lancen más fácilmente. Hay versiones de la pizarra que están hechas de papel para hacerlo portátil.

## Tablero

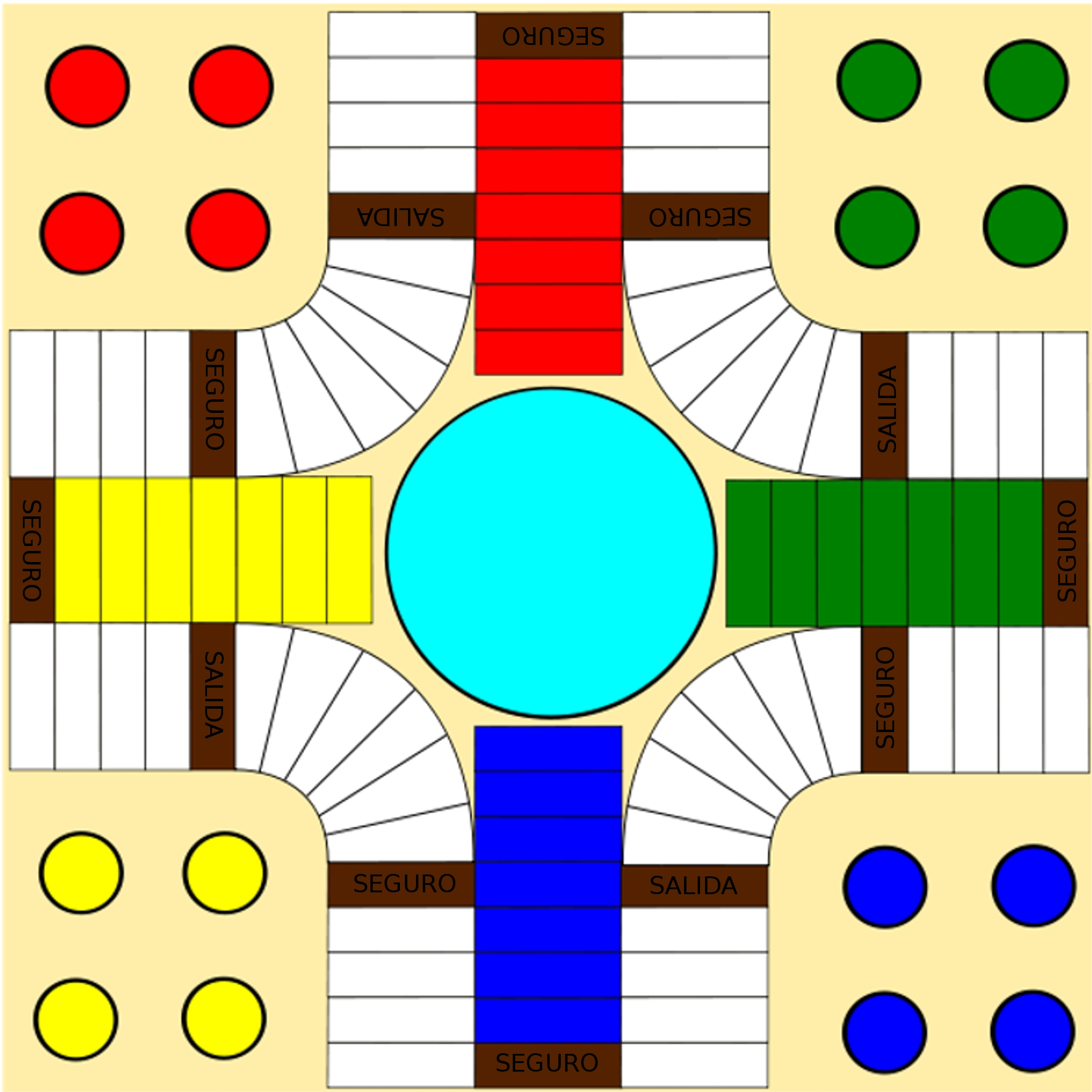
Tablero de parqués al comienzo del juego, con cuatro jugadores con sus fichas en la cárcel.

El tablero más frecuente es aquel para cuatro jugadores, normalmente es cuadrado con un espacio de juego en forma arcos que bordean una cruz, cada brazo de la cruz tiene tres secciones de casillas, generalmente ocho por columna. Las secciones centrales suelen tener tres columnas de colores; la central de éstas representa la proximidad a la meta de cada jugador. Una parte especial que no hace parte del camino a seguir es el cuadrado inicial de cada jugador llamado «cárcel». En el centro del tablero hay un gran círculo final llamado «cielo», también existe la variación con un gran cuadrado al final a menudo compuesto por triángulos de colores sobre las columnas centrales, representando así «flechas» que apuntan al final. Las áreas especiales del tablero del parqués suelen ser de color amarillo, verde, rojo y azul. A cada jugador se le asigna un color y tiene cuatro fichas, piezas o peones de su color.
Los tableros para seis u ocho jugadores siguen este mismo patrón, agregando más segmentos de columnas según corresponda, además de más cajas de inicio.

## Reglas y convenciones
No existe un reglamento oficial del parqués y en las diferentes regiones del país hay diferentes variantes, que se enunciarán más adelante.

### Terminología
La terminología típica es la siguiente:
| Término           | Descripción |
| ----------------- | --- |
| Cárcel            | Zonas cuadradas coloreadas de las esquinas del tablero |
| Casilla           | Cada uno de los recuadros del tablero por donde pueden avanzar las fichas. |
| Casilla de salida | Casillas rectangulares, coloreadas que hay junto a cada casa. |
| Seguros           | Cada una de las casillas rectangulares grises o marcadas de otro color en el tablero. |
| Cielo             | Casilla circular en el centro del tablero; también existe una versión de casillas triangulares. El «cielo» es el objetivo a alcanzar para terminar una partida. |
| Pasillo de meta.  | Casillas coloreadas justo antes del «cielo», las ocho casillas de esta área son seguras. |
| Muro              | Formado por dos fichas del mismo color en una misma casilla que impide el paso. |
| Comer             | Cuando una ficha de un jugador está estacionada en una casilla, que no sea una de los seguros, y cualquier oponente llega con alguno de sus peones a esa casilla, la pieza estacionada es capturada y enviada a la cárcel.                                                                                      |
| Soplar            | Cuando una ficha de un jugador está estacionada en una casilla y cualquier oponente llega con alguno de sus peones a esa casilla, pasa los dados para indicar que ha terminado su turno sin enviar a la cárcel al oponente, la ficha del jugador que recién termina su turno sin comer, es enviada a la cárcel. |

### Jugadores
El parqués puede ser jugado desde dos hasta ocho jugadores, dependiendo del tablero, y a diferencia del parchís no hay barreras, excepto cuando al inicio del juego se determina que habrán muros. Cada jugador dispone de cuatro fichas del mismo color: amarillas, rojas, verdes o azules. Se comparten dos dados de seis caras. Por lo general, estos dados se lanzan utilizando un cubilete, más este último no es necesario pues los dados pueden arrojarse con las manos.

### Antes de comenzar la partida
Cada jugador elegirá un color: amarillo, azul, rojo o verde. Los jugadores lanzarán un dado y quien obtenga la mayor puntuación será quien comience la partida.

### Inicio
1. Al comenzar el juego todas las fichas de cada jugador están en la cárcel de su color.
2. La partida se desarrolla por turnos hacia la derecha. Cada jugador lanzará los dados una sola vez en cada turno, excepto si saca 6, que puede repetir turno.
3. Los jugadores están obligados a sacar ficha de la «cárcel» o a avanzar una ficha siempre que sea posible según el resultado del dado.
4. Las fichas se mueven en sentido contrario a las agujas del reloj desde la salida de su color hasta la meta de su color. Las fichas que están en la «cárcel» y en el «cielo» no pueden moverse.

### Sacar ficha
1. Cada jugador tiene tres oportunidades para sacar sus fichas de la cárcel y arrastrarlas a la casilla de salida.
2. Se sacan fichas con las presadas o pares, es decir, cuando ambos dados tienen el mismo valor. Por ejemplo, 1-1 y 3-3 son presadas o pares. Los pares 1-1 o 6-6 sacan todas las fichas de la cárcel; los restantes, como 3-3, liberan sólo dos piezas. 
- Existe una variación a esta regla, que debe ser acordada al comienzo del juego: Si el jugador obtiene 1-1 o 6-6 en los dados, podrá sacar de la cárcel, si quiere, dos fichas y en este caso tendrá la opción de mover una de las fichas tantas casilla como indique el valor del dado, es decir, mover una o mover seis casillas. Sin embargo, esta es una variación poco común del juego.

3. Si puede sacar alguna ficha se tiene que lanzar de nuevo, mover y pasar el turno. Para mover las fichas sólo hay que arrastrarlas a su posición de destino contando las casillas que hay que mover. Si se está en la salida y se saca 5-2, por ejemplo, se puede avanzar una ficha hasta la casilla de seguro o se puede mover 5 con una y 2 con la otra. A continuación, se pasa el turno. La única forma de obtener un turno extra es sacando pares. Si se sacan 3 pares, debe correr los tres tiros y a continuación tendrá derecho a sacar una ficha del juego, la que el jugador escoja, que generalmente es la más atrasada.

### Turnos

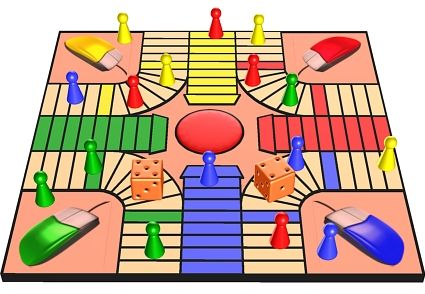
Tablero de un videojuego basado en parqués

El turno se pasa al jugador por la derecha, a diferencia del parchís, que lo hace por la izquierda. Después de que haya salido de la «cárcel», el juego continúa de la manera descrita anteriormente. La mecánica del juego continúa de esta forma hasta que algún jugador lleve todas sus fichas hasta el «cielo», la casilla final. En este punto, tal jugador habrá ganado dando fin a la partida.

### Partida
Un jugador puede enviar a un oponente a la «cárcel». Para llevarlo a cabo, debe mover una ficha hasta la casilla donde está la del otro. Inmediatamente, envía el peón ajeno a la «cárcel». Sin embargo, si la pieza está en una casilla de seguro o salida, nada especial sucede. Hay otra forma de enviar a la «cárcel» a los oponentes que es utilizada como estrategia: cuando un jugador tiene una o más fichas en la «cárcel» y hay peones de un oponente en la casilla salida del jugador, si éste saca las piezas de la «cárcel», automáticamente lo envía a la «cárcel» correspondiente. Es una estrategia útil cuando hay más de una ficha en la salida del jugador; éste puede sacrificar un peón con la esperanza de que las fichas de los oponentes no alcanzarán a huir antes de que él salga. En algunos casos se utiliza el «pateperro», que se obtiene cuando los dados marcan 2-1 para poder mover las fichas en el sentido inverso del juego con el objetivo de «comer» la ficha del adversario.
La idea es hacer avanzar todas las fichas desde la casilla de salida hasta el final, antes de que los oponentes lo hagan. Para cumplir con este objetivo, el jugador debe comenzar por sacar todos sus peones de la «cárcel» y luego lograr que todas éstas realicen un recorrido completo del tablero, en el sentido contrario a las manecillas del reloj, es decir, por la derecha, evitando que sus piezas sean regresadas a la «cárcel» por sus oponentes, hasta lograr arribar a las ocho casillas de llegada que son exclusivas para cada jugador y están localizadas justo antes de las casilla del «cielo». Las casillas de llegada conducen al centro del tablero que es la casilla final a la que un jugador debe llevar todas sus fichas para ganar una partida. El jugador no puede tener ninguna ficha en las cuatro casillas posteriores al seguro de las casillas de finalización (llamadas llegada) hasta antes de su propia salida, si el jugador llega a sacar alguna ficha con un par el jugador no podrá volver a lanzar los dados. Hay una variación en la que el jugador puede escoger dar la vuelta o simplemente es obligado a hacerlo si puede comer en dichas casillas. Ver sección de variaciones más adelante.

## Tácticas básicas
El resultado de estas tácticas depende del estado actual del juego, de la suerte y de la pericia del jugador al ejecutarlas. Un sacrificio puede convertirse en una ficha regalada si no se actúa en consecuencia, ya sea porque no se quiere o las condiciones del juego no son las apropiadas.
- Tratar de enviar a los oponentes a la cárcel para que ellos no puedan llegar a la casilla final antes que el jugador.
- Tratar de detener una ficha al encerrarla entre dos casillas de seguro o salida.
- Sacrificar alguna ficha si el oponente tiene alguna cercana a las casillas finales. Consumado el sacrificio, se debe poseer al menos una ficha que pueda vengar la ficha sacrificada, para que sirva de algo y no sea una ficha perdida. La suerte decidirá si el sacrificio fue útil.
- Si, por ejemplo, hay muchas fichas de otros oponentes en la propia salida, puede resultar conveniente hacerse enviar a la cárcel para poder tener la oportunidad de salir de ella y capturarlas todas. Las restantes, las que intentaron huir, pueden quedar en una posición comprometedora.
- Se puede decidir no acercar las fichas a un lugar donde haya muchas posibilidades de tener que capturar fichas ya que, según la situación, puede considerarse peligroso el riesgo de ser capturado al enviar a la cárcel debido a que es obligatorio capturar fichas. Con mayor razón si se está próximo a ganar.

## Capturar fichas
Para capturar piezas —comer, mandar a la «cárcel»—, hay que poner el peón en la misma casilla de la ficha del oponente, como ya se explicó, a menos que esté en una casilla de seguro o salida. La ficha se captura y se devuelve a la «cárcel». Las casillas de salida son consideradas como casillas de seguro especiales, en donde la única manera de enviar fichas a la cárcel sería que el jugador al que corresponde esa casilla de salida obtenga pares y saque sus fichas de la «cárcel» por segunda vez.
Es decisión del jugador si come o no una ficha rival cuando la ubicación de éstas y el resultado obtenido al lanzar los dados así lo permite; sin embargo, entre las reglas más comunes utilizadas en el parqués, se penaliza al jugador que decide no comer una ficha rival cuando tiene la posibilidad o no se da cuenta de que podía hacerlo después de que realiza sus movimientos; la penalización consiste en enviar a la «cárcel» la ficha que tenía la posibilidad de comer la ficha rival. Esta situación debe ser delatada abiertamente por los jugadores rivales una vez el jugador termina sus movimientos; a esta acción de delatar dicha falta y enviar la ficha a la «cárcel» se le llama «soplar». Cuando se apuesta dinero, el que sopla recibe el valor de la ficha. Está mal visto y puede ser penalizado el hecho de que el jugador sople antes de que el otro termine la jugada. Es posible soplar una ficha a menos que se presenten situaciones con mayor prioridad, como sacar fichas de la «cárcel». Es posible soplar una ficha cuando el jugador corre erróneamente el número dispuesto por los dados.

## Resumen de reglas básicas
- Los pares sirven para sacar fichas de la «cárcel». Con 6-6 o 1-1 se pueden sacar las cuatro fichas, con otros pares cualquiera, se pueden sacar sólo dos.
- En caso de tener un solo peón en el centro y si el jugador obtiene pares para liberarlo, el jugador deberá mover lo equivalente a un dado; por ejemplo si obtuvo 4-4, deberá mover 4 pasos, con una ficha diferente a la liberada, a menos de que sea la única pieza disponible.
- Existen dos tipos de seguros, los «seguros» y las «salidas», en estas últimas la única forma de enviar a la «cárcel» es que una ficha sea liberada a esa casilla de «salida».
- Cuando existe la ocasión de solo tener una ficha en el tablero y las demás en la cárcel se le llama «solitaria» o «loca» esta ficha tiene que correr todos los turnos completos.
- Cuando, en tres oportunidades se obtienen pares, se tiene la posibilidad de sacar una ficha o continuar con un único tiro extra y perder la opción de sacar la ficha. Hay una variación en la que la última pieza movida va a la «cárcel». Después de esto, se cede el turno.
- En algunas versiones del juego, siempre se debe «comer». Omitir enviar a la «cárcel» la ficha de un contrario, significará que la ficha propia irá a la «cárcel» debido a esa omisión. A esto comúnmente se le llama «soplar».
- En la llegada se debe obtener en los dados el valor exacto para llegar a la casilla ganadora. Existe la excepción cuando se tiene una sola ficha en juego y las demás en cárcel, que sacando el número exacto con un dado libere la jugadora; para efectos de recortar el tiempo de juego. Y el otro dado no se cuenta, sin embargo se debe siempre lanzar ambos dados, para intentar sacar pares y liberar sus otras fichas.
- Hay tres tipos de premios, que pueden ser remunerados: sacar la primera ficha y ganar el juego, enviar a la cárcel, soplar y, obviamente, ganar el juego.
- Si existe solamente una ficha restante para un jugador, pues las demás ya llegaron a la meta, y esta ficha puede alcanzar la meta con menos de seis pasos, el jugador sólo debe usar un dado.
- Siempre es prioritario sacar las fichas de la «cárcel» aún si puede capturar el peón de un oponente con el valor obtenido al lanzar los dados.
- No se puede sacar una pieza de la «cárcel» y capturar con esa misma ficha en un solo tiro de dados, a menos que sea la única que se tenga.

### Reglas especiales
- Si todas las fichas que se mueven en la jugada, quedan en seguro se lanza de nuevo, como si el jugador comenzara un nuevo turno.
- Sacar tres pares seguidos en un turno, sin contar el par de sacar fichas de la cárcel, hace que la ficha más adelantada del jugador que obtuvo dichos tres pares, sea enviada a la «cárcel». Excepto, si los tres pares son de los exactamente los mismos, la ficha se envía al «cielo».
- Las fichas que entran al «cielo» no reciben sanciones, pero sí pueden ser comidas.
- Al sacar 5 y 6 (once) en los dados, cuenta  hacia en sentido contrario al curso normal del juego y se vuelve a lanzar, a menos que se «sople».
- Al sacar 1 y 2 (tres) en los dados, se mueve en sentido contrario al curso normal del juego con una sola ficha.
- Arañazo: el jugador ha de tener por lo menos una ficha fuera de la «cárcel», y debe obtener el valor exacto con ambos dados, contando la salida como una casilla.

## Variantes
- «De piedra en piedra»: Solo se puede avanzar de seguro en seguro —incluyendo las salidas—, es decir, de a 7, 5, 10 o 12, dependiendo de la posición. Se debe pasar el turno cuando no se obtiene el valor exacto para mover a una de estas casillas. Además, sólo se puede capturar en las casillas de seguro.
- «Cielo robado»: Ocurre cuando la ficha de un contrario se encuentra próxima a llegar al «cielo». Si al lanzar los dados se obtiene el valor exacto para comer dicha pieza, se podrá arribar a la casilla final en vez del rival.
- «Vuelta obligada»: Ocurre cuando la ficha propia está próxima a llegar al «cielo». Si se saca el valor exacto para «comer» el peón de un contrario que ya haya pasado por el sitio, el jugador debe dar la vuelta completa nuevamente.
- Cuando hay dos fichas del mismo jugador en la misma casilla, generan lo que es conocido como muro, pues estas obstaculizan el paso de todas las otras puesto que no saltar o flanquear el muro. Esta variación es similar, si no igual, a la del parcheesi y el parchís. Las fichas retrocederán las veces sobrantes de los dados y si una ficha es capturada, esta contará otros diez puntos. Para pasar una ficha hay que caer primero en la casilla sellada. Si se lanza una cantidad par se pueden mover ambas fichas del muro al tiempo con la mitad de los puntos. Por ejemplo, si en los dados saca 6 se puede mover ambas fichas tres casillas. Sobra decir que esta variación no es muy común.
- Sacar tres pares seguidos permite «coronar» o sacar del juego las fichas del jugador, excepto la última, que debe ser sacada del juego moviendo la ficha de forma normal, es decir llegando a la última casilla. Por lo general, es posible sacar todas las piezas de esta forma.
- Cuando se saca una ficha de la «cárcel», no se puede mover este peón sino hasta el siguiente tiro, excepto si es el único que se tiene.
- Policía: Una ficha adicional se pone en cada seguro y los jugadores pueden capturar fichas al mover este «policía» a la posición requerida. Si el jugador no realiza el movimiento, su ficha más adelantada es enviada a la «cárcel». A veces, para que sea más interesante, el «policía» puede moverse hacia atrás.

### Tute
Conocido como tutear, en el lenguaje coloquial colombiano, es otra forma de jugar al parqués, tiene la misma mecánica de juego y el mismo objetivo. Se diferencia debido a nuevas reglas como:[cita requerida]
- Si logra trasladar una o dos fichas a casillas de salida o seguro, tutea, repitiendo turno.
- Por sacar tres veces pares en su turno, la última ficha movida va a la cárcel.
- No puede capturar fichas, si en ese turno puede tutear, con la excepción de los casos en los que puede tutear y capturar, saliendo de la cárcel.

## Comparación con juegos similares
| Nombre                   | Imagen | Lugar de origen | Movimiento                                                                      | Descripción |
| ------------------------ | ------ | --------------- | ------------------------------------------------------------------------------- | --- |
| Ajedrez de avión         |        | China           | Dado único de seis caras                                                        | Presenta piezas con temas de aviones en lugar de marcadores abstractos. |
| Chaupar                  |        | India           | Seis conchas de cauri lanzadas, o tres dados largos de cuatro caras             | Jugado en un tablero de tela en forma de cruz. |
| Coppit                   |        | Alemania        | Dado único de seis caras                                                        | Originalmente llamado Fang Den Hut, o Captura el sombrero. |
| Petits Chevaux           |        | Francia         | Dado único de seis caras                                                        | En español: «el juego de los caballitos», en referencia a los pequeños peones con forma de caballo del juego. |
| Kimble                   |        | Finlandia       | Un dado dentro de una cúpula de plástico transparente en el centro del tablero. | Marca registrada; versión finlandés del juego estadounidense «Trouble ». |
| Ludo                     |        | Inglaterra      | Dado único de seis caras                                                        | Derivado del juego indio pachisi , con reglas simplificadas. Vendido en todo el mundo bajo una variedad de nombres locales. |
| Mensch ärgere Dich nicht |        | Alemania        | Dado único de seis caras                                                        | El nombre se traduce como «¡Hombre!, no te enojes», en referencia al hecho de que el juego consiste en capturar los peones de otros jugadores.                                                                                          |
| Patolli                  |        | Mesoamérica     | Cinco o seis frijoles negros marcados tirados                                   | Antiguo juego mesoamericano jugado por una variedad de culturas precolombinas . |
| Pachisi                  |        | India           | Seis o siete conchas de cauri arrojadas                                         | Se ha jugado en la India desde al menos el siglo XVI, y se considera el antepasado de muchos juegos occidentales de cruces y círculos como Ludo , Parcheesi y Sorry!.                                                                   |
| Parcheesi                |        | Estados Unidos  | Dos dados de seis caras                                                         | Adaptación estadounidense registrada del juego indio pachisi . |
| Parchís                  |        | España          | Dado único de seis caras                                                        | Adaptación española de nombre genérico del juego indio pachisi . |
| Parqués                  |        | Colombia        | Dos dados de seis caras                                                         | Los tableros de parqués se pueden adaptar para acomodar a cuatro, seis u ocho jugadores. |
| Uckers                   |        | Inglaterra      | Dos dados de seis caras                                                         | Se juega principalmente en las ramas de las Fuerzas Armadas Británicas, particularmente en la Royal Navy, que establece las reglas oficiales del juego en sus reglamentos.                                                              |
| Iut                      |        | Corea           | Cuatro palos marcados lanzados                                                  | El juego del Iut (윷놀이) es un juego tradicional que consiste en lanzar los «dados», que son cuatro palos de madera con forma de media luna, y mover las piezas de acuerdo al número indicado. Está asociado con el Año nuevo coreano. |
| Non t'arrabiare          |        | Italia          | Se juega con dos dados                                                          | El nombre se traduce como «no te enojes», en referencia al hecho de que el juego consiste en capturar los peones de otros jugadores; las reglas son muy similares a las del Ludo                                                        |

## Torneos

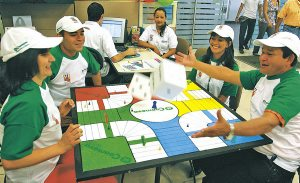
Torneo de parqués

En 2009, Colombia ganó el Campeonato Mundial de Parchís organizado por España. En 2012, este último país volvió a organizar el certamen en la localidad de El Grado, en Huesca, en donde resultaron ganadores una pareja de jugadores españoles provenientes de La Vall d'Uixó. El concurso se realiza de forma bienal.